# Diaramana
Diaramana est une localité et une commune rurale du Mali, chef-lieu d'arrondissement dans le cercle de Koutiala, région de Koutiala.

## Histoire
Lors de la réforme administrative de 2023, la commune appartenant au cercle de Bla et la région de Ségou, est versée dans le cercle de Koutiala, région de Koutiala instaurée depuis 2012.

## Villages
La commune s'étend sur 14 localités relevées lors du recensement général de 2009. 
Les villages les plus peuplés sont :
- Diaramana (5 164 habitants)
- Tonto (2 732 habitants)
- Wontosso (1 451 habitants)